# 朱徽焲
岷世子朱徽焲（1397年—15世纪），明朝第一代岷王岷莊王朱楩的嫡第一子。他在永樂元年（1404年）受封岷世子。宣德元年（1426年）七月，违反禁令未经允许擅自赴京，明宣宗派人让他立刻返回武冈州，告诉他有事可与朝廷书信沟通。朱徽焲于是上疏称胞弟镇南王朱徽煣“诬毁仁庙，诽谤朝廷”。宣宗命两兄弟对质，最后认为朱徽焲和内使陈荣一起诬陷朱徽煣，将朱徽焲废为庶人，发回武冈州由其父岷王朱楩管治，在京城处死陈荣。
朱徽焲卒年不詳，死在朱楩（1450年去世）之前，无子。